# Ремі Ґаяр
Ремі Ґаяр (фр. Rémi Gaillard; нар. 7 лютого 1975, Монпельє, Франція) — французький комік. З березня 2012 року обіймає сімнадцяте місце за кількістю підписників серед коміків на You Tube. Один з найвідоміших пранкерів Європи.

## Життєпис
Народився Ремі Ґаяр у 1975 році в містечку Монпельє у Франції.
Став відомий на всю країну після організації цілої серії знятих на відео розіграшів людей, які нічого не підозрювали, та просто зухвалих і забавних витівок.
Найгучніша з них, потрапила на центральний телеканал TF1. Вона була пов'язана з фінальним матчем на кубок Франції з футболу в 2002 році. Тоді Ремі Ґаяр, надівши форму ФК «Лорьен», котра виграла кубок, оминув всю охорону та вибіг на поле і приєднався до святкування команди. Більш того, він встиг зробити коло пошани з гравцями, потримати кубок, дати інтерв'ю французькому телеканалу, роздати кілька автографів і навіть прийняти привітання від президента Франції Ширака Жака.
Ремі Ґаяр опублікував у Facebook свій старий скетч 2007 року про те, як він провів власну олімпіаду. Ролик за три дні подивилися 37 мільйонів разів.
Ремі Ґаяр був неодноразово запрошений у різні шоу Франції, Німеччині, Іспанії, Англії.